# Первомайский (городской округ Верхняя Пышма)
Первомайский — посёлок в городском округе Верхняя Пышма Свердловской области. Управляется Мостовским сельским советом. Площадь поселка 4,600 кв.км.

## География
Населённый пункт расположен в долине реки Первомайский Ключ в 35 километрах на северо-восток от административного центра округа — города Верхняя Пышма.

### Часовой пояс
Первомайский как и вся Свердловская область, находится в часовой зоне МСК+2. Смещение применяемого времени относительно UTC составляет +5:00.

## Население
| 2002 | 2010 |
| ---- | ---- |
| 81   | ↘68  |

## Инфраструктура
Посёлок разделён на четыре улицы (8 Марта, Заречная, Нагорная, Советская) и два переулка (Лесной, Полевой).